# Seiloni Iaruel
Seiloni Iaruel (17 de abril de 1995) é um futebolista vanuatuense que atua como goleiro. Atualmente defende o Amicale.

## Carreira
Seiloni começou sua carreira futebolística na Teouma Academy, considerada a principal formadora de futebolistas no país. Sendo a última uma categoria de base, subiu ao escalão sênior ao transferir-se para o Tafea de Port Vila em 2011. Em agosto de 2012, teve um período de testes no Stoke City, ficando por cerca de um mês. Também teve um estágio no Manchester City.
Em janeiro de 2016, foi contratado pelo rival Amicale, para a disputa da Liga dos Campeões da OFC.

## Carreira internacional
Estreou na seleção de Vanuatu pelo escalão sub-15, nos Jogos Olímpicos de Verão da Juventude de 2010. Jogou por todos os outros escalões (sub-17, sub-20 e sub-23), até chegar ao principal. Sua primeira partida no escalão principal foi numa vitória por 5 a 0 contra Samoa, em 6 de março de 2012.